# Berlin Contemporary Jazz Orchestra
Das Berlin Contemporary Jazz Orchestra ist eine in Deutschland gegründete Big Band des Free Jazz und der europäischen Improvisationsmusik.
Das Berlin Contemporary Jazz Orchestra wurde 1988 von Alexander von Schlippenbach gegründet. Das erste Konzert gab das BCJO im Mai 1988 beim Radiosender RIAS Berlin; in der Folgezeit ermöglichte der Sender dem Orchester häufiger die Möglichkeit zur Arbeit in deren Studios im ungefähr siebenjährigen Bestehen der Formation. Im Mai 1989 entstand das erste Album des BCJO, das auf dem Label ECM erschien. Richard Cook und Brian Morton vergleichen in ihrem The Penguin Guide to Jazz die Musik des Orchesters mit Barry Guys London Jazz Composers Orchestra, merken aber an, dass das BCJO mehr formal strukturierte, breit angelegte Stücke mit festgelegten Zeiten für Improvisationen der Bandmitglieder spielte. Das erste Album enthält das lange Stück „Ana“ von Kenny Wheeler, mit Soli von Thomas Heberer, Aki Takase und Gerd Dudek und zwei kürzere von Misha Mengelberg, „Reef Und Kneebus“ sowie „Salz“ (mit einem Solo von Benny Bailey).
Das BCJO bestand aus deutschen, holländischen, englischen, japanischen und US-amerikanischen Spielern; 1995 gehörten ihr die Trompeter Henry Lowther, Thomas Heberer, Axel Dörner, Bruno Leicht, die Saxophonisten Felix Wahnschaffe, Gerd Dudek, Evan Parker, Claas Willeke und Walter Gauchel, der Bassklarinettist Rudi Mahall, die Posaunisten Dan Gottshall, Marc Boukouya und Jörg Huke, Bassposaunist Utz Zimmerman, die Pianisten Aki Takase und Alexander von Schlippenbach, der Bassist Nobuyoshi Ino sowie der Schlagzeuger Paul Lovens an. Im Jahr 1996 tourte die Band durch Japan; dabei wurde das Stammpersonal des Orchesters mit japanischen Musikern gemischt, wie Haruki Sato, Eiichi Hayashi und Hiroaki Katayama Gespielt wurde u. a. ein Dolphy-Medley, das an ähnliche Projekte des Vienna Art Orchestra erinnert. Im Juni 1997 trat das BCJO in Berlin und Hamburg mit Kompositionen von Manfred Schoof auf.

## Diskografische Hinweise
- 1989: Berlin Contemporary Jazz Orchestra (ECM)
- 1993: The Morlocks (FMP)
- 1996: Live in Japan ’96 (DIW)